# کریستوفر هورنسرود
کریستوفر هورنسرود (انگلیسی: Christopher Hornsrud؛ ۱۵ نوامبر ۱۸۵۹ – ۱۲ دسامبر ۱۹۶۰) یک سیاست‌مدار اهل نروژ و از ژانویه تا فوریه ۱۹۲۸ نخست‌وزیر این کشور بود. کریستوفر هورنسرود در ۱۲ دسامبر ۱۹۶۰ در سن ۱۰۱ سالگی درگذشت. او  در تاریخ نروژ بیش از همه نخست وزیران این کشور عمر کرد.